# Вільямсбург (Кентуккі)
Вільямсбург (англ. Williamsburg) — місто (англ. city) в США, в окрузі Вітлі штату Кентуккі. Населення — 5326 осіб (2020).

## Географія
Вільямсбург розташований за координатами 36°44′21″ пн. ш. 84°9′58″ зх. д. / 36.73917° пн. ш. 84.16611° зх. д. (36.739213, -84.166158). За даними Бюро перепису населення США в 2010 році місто мало площу 12,75 км², з яких 12,46 км² — суходіл та 0,29 км² — водойми. В 2017 році площа становила 11,07 км², з яких 10,79 км² — суходіл та 0,28 км² — водойми.

## Демографія
Згідно з переписом 2010 року, у місті мешкало 5245 осіб у 1800 домогосподарствах у складі 1079 родин. Густота населення становила 411 особа/км². Було 2007 помешкань (157/км²).
Расовий склад населення:
| - 93,8 % — білих - 2,9 % — чорних або афроамериканців - 0,8 % — азіатів - 0,1 % — вихідців з тихоокеанських островів - 0,1 % — корінних американців |

До двох чи більше рас належало 1,8 %. Частка іспаномовних становила 1,7 % від усіх жителів.
За віковим діапазоном населення розподілялося таким чином: 19,5 % — особи молодші 18 років, 66,8 % — особи у віці 18—64 років, 13,7 % — особи у віці 65 років та старші. Медіана віку мешканця становила 27,9 року. На 100 осіб жіночої статі у місті припадало 87,0 чоловіків; на 100 жінок у віці від 18 років та старших — 82,8 чоловіків також старших 18 років.
Середній дохід на одне домашнє господарство становив 41 207 доларів США (медіана — 29 795), а середній дохід на одну сім'ю — 50 755 доларів (медіана — 36 808). Медіана доходів становила 35 813 долари для чоловіків та 21 333 долари для жінок. За межею бідності перебувало 17,5 % осіб, у тому числі 21,0 % дітей у віці до 18 років та 11,4 % осіб у віці 65 років та старших.
Цивільне працевлаштоване населення становило 2070 осіб. Основні галузі зайнятості: освіта, охорона здоров'я та соціальна допомога — 48,1 %, роздрібна торгівля — 10,8 %, мистецтво, розваги та відпочинок — 9,3 %.